# IC 430
IC 430 је рефлексиона маглина у сазвјежђу Орион која се налази на листи објеката дубоког неба у Индекс каталогу.
Деклинација објекта је - 7° 5' 15" а ректасцензија 5h 38m 30,4s. IC 430 је још познат и под ознакама CED 55K.